# Cuevas de San Marcos (kommunhuvudort)
Cuevas de San Marcos är en kommunhuvudort i Spanien.   Den ligger i provinsen Provincia de Málaga och regionen Andalusien, i den södra delen av landet, 400 km söder om huvudstaden Madrid. Cuevas de San Marcos ligger 435 meter över havet och antalet invånare är 3 955.
Terrängen runt Cuevas de San Marcos är huvudsakligen kuperad, men åt nordväst är den platt. Runt Cuevas de San Marcos är det ganska glesbefolkat, med 38 invånare per kvadratkilometer. Närmaste större samhälle är Lucena, 17,0 km norr om Cuevas de San Marcos. Trakten runt Cuevas de San Marcos består till största delen av jordbruksmark.